# 救國軍事委員會

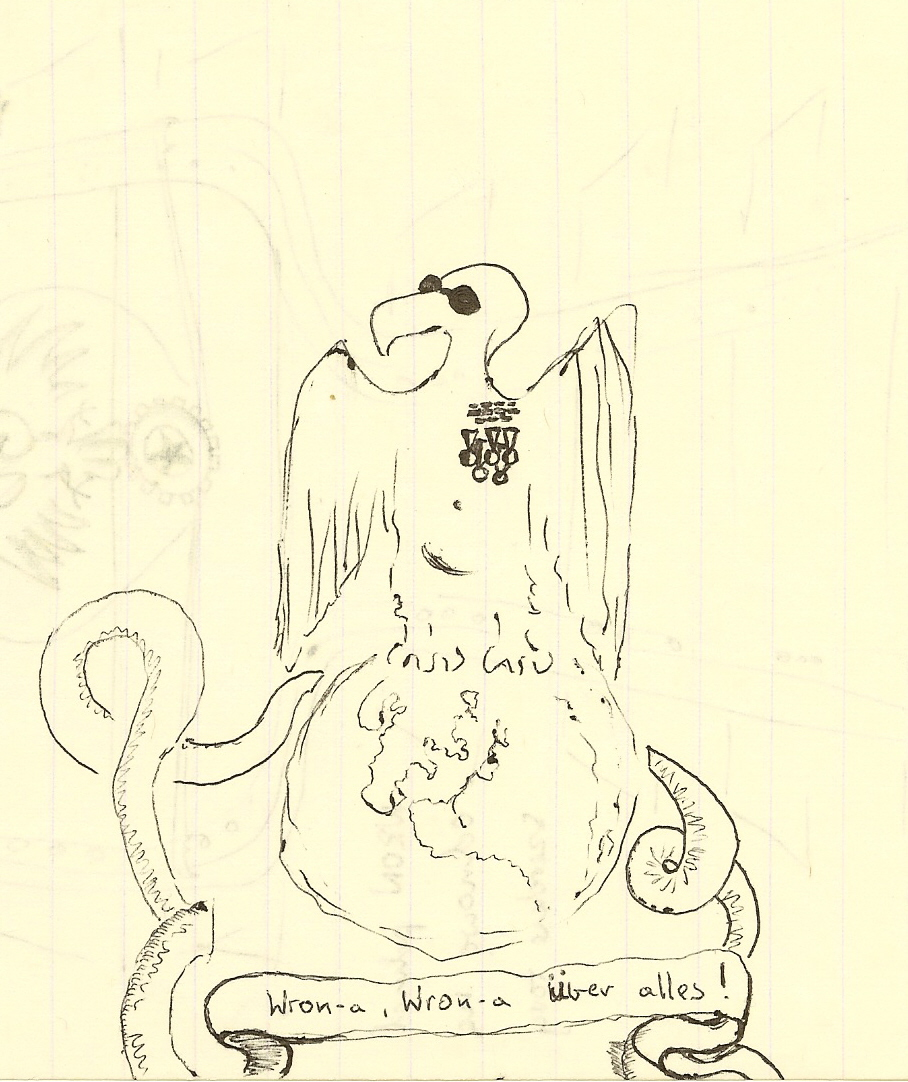
"WRONa, WRONa über alles", 1980年代流行的政治讽刺传单，图中的乌鸦好像雅鲁泽尔斯基一样带着眼镜

救国军事委员会（波蘭語：Wojskowa Rada Ocalenia Narodowego，縮寫為WRON），有时又被称为民主革命军事委员会），是1981年—1983年波蘭戒嚴時期統治波蘭的機構，領導人是沃伊切赫·雅鲁泽尔斯基。由於這一政權缺乏憲法上的依據，帶有軍事政權性質，因此引發眾多波蘭人的不滿。救国军事委员会成立于1981年12月13日，由雅鲁泽尔斯基领导，共21个成员，其他成员包括内务部长基什恰克、总参谋长即代理国防部长希维茨基、部长会议办公厅主任雅尼舍夫斯基，波兰宇航员米罗斯瓦夫·赫尔曼谢夫斯基在未经本人同意的情况下也被列入此委员会。由于该委员会的波兰语缩写WRON在波兰语中恰好是乌鸦的意思，因此遭到了波兰人的戏谑。